# Lars Ungerth
Lars Eric Gustaf Ungerth, född 4 november 1926 i Göteborgs Kristine församling, död 23 januari 2020 i Göteborg, var en svensk jurist och företagsledare.
Lars Ungerth var son till direktören Eric Ungerth och Anna Persson. Han avlade studentexamen 1945, reservofficersexamen vid Flygvapnet 1947 och blev juris kandidat vid Uppsala universitet 1952. Samma år började han vid Jan Liebig AB, där han blev vice verkställande direktör 1957 och var verkställande direktör 1975–1986. Han var vice VD i Ekman Liebig AB 1987–1990. Ungerth blev konsul för Senegal 1986 och generalkonsul 1988.
Han var styrelseordförande i Royal Bachelors' Club (1991–1997), Dala Järna såg AB, Västkustens Skogs AB, J Ungerth AB med flera. Vidare satt han i styrelserna för AB Jan Liebig Ltd, AB Investconsult Ltd, Svenska Transmarina exportförbundet, Stiftelsen Export-skolan, och RUFSAC Dakar. Han var kansler i Stora Amaranther Orden i Göteborg 1993–2003. Han var medlem av Västsveriges handelskammares skiljeråd 1993. Ungerth tjänstgjorde vid UN:s Armistice Supervisory Commission i Syd- och Nordkorea 1954.
Lars Ungerth gifte sig 1952 med Jorunn Liebig-Ungerth (1930–2011), filosofie magister och teologie kandidat, dotter till direktören Jan Liebig och Thyra Sunde. De fick fyra barn: tvillingarna Louise och Marie (födda 1952), den senare gift med Jacques Werup, samt Jan (född 1956) och Cecilia (född 1962).